# Top Five

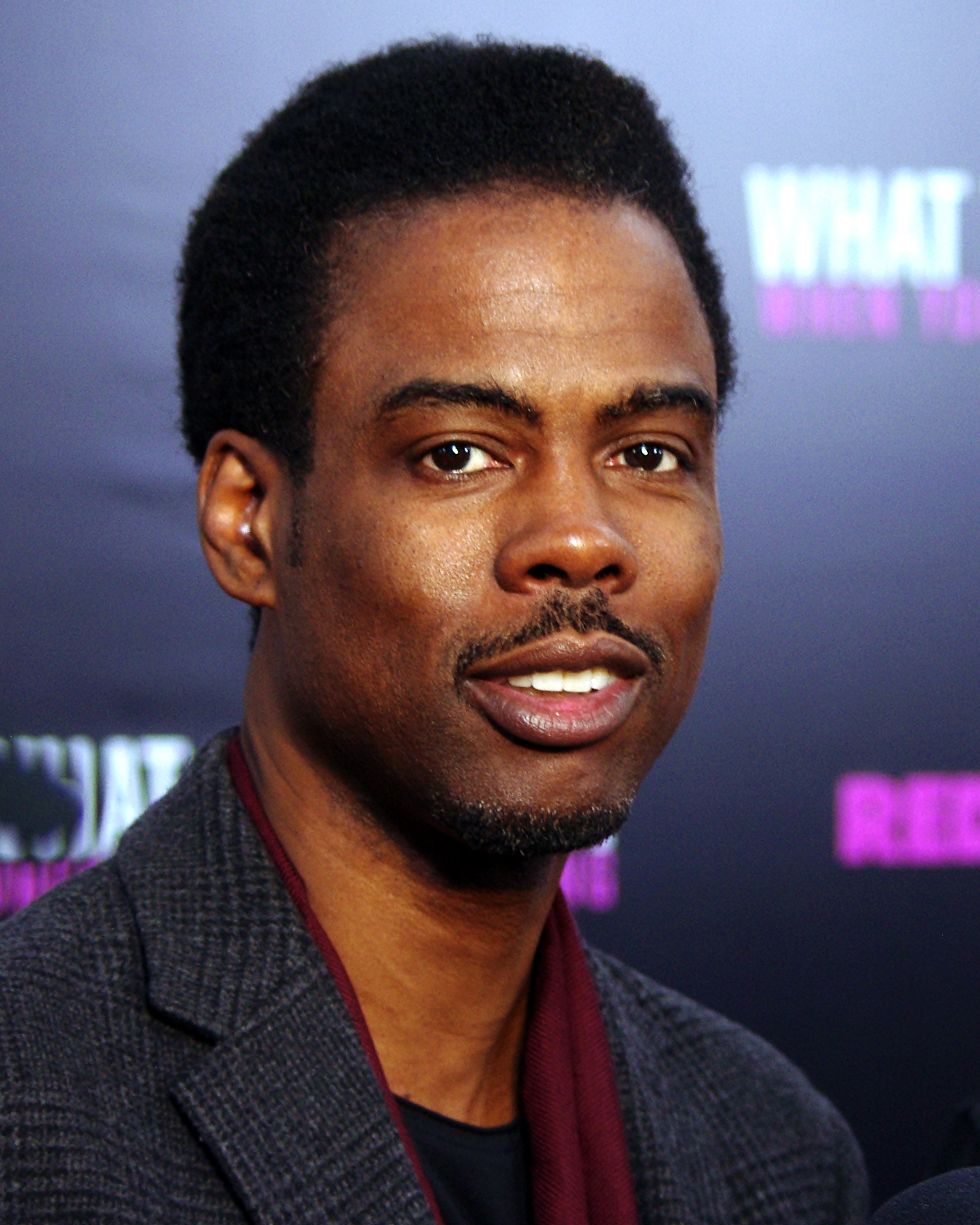
Hauptdarsteller, Drehbuchautor und Regisseur Chris Rock

Top Five ist eine US-amerikanische Filmkomödie von Chris Rock aus dem Jahr 2014. Rock schrieb das Drehbuch, führte Regie und spielte zusammen mit Rosario Dawson die Hauptrolle.

## Handlung
Chelsea Brown, Reporterin der New York Times, verbringt einen Tag damit, den Komiker und Ex-Alkoholiker Andre Allen zu interviewen, der einst als Star des Filmhits „Hammy The Bear“ bekannt wurde. Chelsea hat ihren Audiorecorder vergessen, deshalb gehen sie zuerst in ihre Wohnung. Dort diskutieren sie einen Zeitschriftenartikel über den Cinderella-Komplex. Chelsea erklärt, dass Aschenputtel etwas zurückgelassen hat, um den Prinzen wissen zu lassen, dass sie ihn wiedersehen wollte.
Andre versucht mit „Uprize“ einen Ausflug in ernsthafte Filme, in denen er die Figur der haitianischen Revolution, Dutty Boukman, porträtiert, und reagiert empfindlich auf Kritik, insbesondere auf den Times-Kritiker James Nielson, dessen frühere Kritiken zu Andres Werk negativ und beleidigend waren. Als das Interview in seiner Limousine beginnt, erinnert sich Andre an seinen tiefsten Punkt, als er 2003 in Houston war und Jazzy Dee traf, der ihn mit Drogen, Alkohol und Frauen versorgte. Als Jazzy sich weigerte, die Frauen zu bezahlen, behaupteten sie, sie seien vergewaltigt worden, was zu Andres Verhaftung und anschließender Nüchternheit führte. Nachdem die Limousine von einem Taxi angefahren wurde, wandern Andre und Chelsea durch die Stadt. Andre hält in einem Juweliergeschäft an, um die Ringe für seine Hochzeit mit Reality-TV-Star Erica Long abzuholen. Nach einer subtilen, angespannten Interaktion mit Andre, die einem Bekannten hilft, der eigentlich sein Vater ist, besuchen sie die Wohnung von Andres alten Freunden und seiner Ex-Freundin. Chelsea interviewt jeden und erfährt, dass Andre nicht besonders lustig war, als er mit der Stand-up-Comedy anfing. Sie nominieren ihre fünf Lieblingsrapper, darunter auch einen sechsten in ihrer Aufstellung. Andre besucht Radiosendungen wie Opie und Anthony, um für Uprize zu werben, und nimmt an einer Pressekonferenz mit anderen Stars wie Taraji P. Henson und Gabourey Sidibe teil. Zu seinem Leidwesen wird Andre gefragt, wann es einen weiteren Hammy-Film geben wird.
In einem Hotel begegnen Andre und Chelsea unerwartet ihrem Freund Brad und seinem Freund Ryan, der Brads Hemd trägt. Chelsea schließt daraus, dass Brad sie mit Ryan betrügt. Sie und Andre, beide Alkoholiker, halten in einem Spirituosengeschäft an, widersetzen sich aber dem Kauf. Chelsea erklärt detailliert, wie die Anzeichen dafür waren, dass Brad schwul war. Andre lacht und nennt Chelsea naiv. Sie wird wütend und beleidigt seinen Film, aber die beiden küssen sich am Ende. Andre bittet darum, sich Chelseas Handy auszuleihen. Während er es benutzt, sieht er eine E-Mail von ihrem Redakteur, aus der hervorgeht, dass James Nielson selbst Chelsea ist. Er ist verzweifelt und randaliert in einem Supermarkt. Er wird von der Polizei festgenommen. Im Gefängnis ruft Andre Erica an, die über die Verhaftung wütend ist, hauptsächlich, weil die Sache der Heirats-Sendung schaden könnte. Sie sagt Andre, dass dieses Stück Ruhm alles ist, was sie hat, da sie glaubt, kein anderes Talent zu haben. Ericas Manager Benny nimmt das Telefon und fordert Andre auf, zu seiner Junggesellenparty zu gehen, um gute Presse zu bekommen und zur Hochzeit zu fliegen. Andres Leibwächter Silk rettet Andre und sie gehen in einen Stripclub für eine Junggesellenparty mit einem Thema, das auf Hammy The Bear basiert. Dort hängt Andre mit Jerry Seinfeld, Adam Sandler und Whoopi Goldberg zusammen. Sie geben ihm unterschiedliche Ansichten über Ehe und Sex. Andre trifft auf Chelsea, die es wieder gut machen will und ihn einlädt, ihr zu folgen.
Andre, Chelsea und Silk gehen in einen Comedy-Keller, wo Andre auf die Bühne gerufen wird und so zum ersten Mal seit Jahren wieder auftritt. Er erweist sich immer noch als lustig und die Zuschauer lieben ihn. Nach dem Auftritt erzählt er Chelsea, dass er inspiriert wurde, wieder aufzustehen, nachdem er im Gefängnis war und mit dem Rapper DMX gesprochen hatte, der Andre sagte, er wolle nicht weiter rappen und stattdessen singen.
Sie bringen Chelsea zu ihr nach Hause, wo sie und Andre einen letzten Kuss teilen, bevor sie abreisen. Andre fragt nach ihren fünf besten Rappern, die sie auflistet. Während der Fahrt sagt Silk Andre, er hätte Chelsea nachgehen sollen. Andre geht die Geschenktüte von der Party durch und findet Gegenstände wie eine Duftkerze und eine Flasche Wodka. Dann zieht er einen Stöckelschuh heraus und Silk lächelt.

## Besetzung und Synchronisation
Die deutschsprachige Synchronisation entstand im Auftrag der SDI Media Germany in Berlin. Die Dialogregie führte Michael Grimm.
| Rolle               | Schauspieler           | Synchronsprecher   |
| ------------------- | ---------------------- | ------------------ |
| Andre Allen         | Chris Rock             | Asad Schwarz       |
| Chelsea Brown       | Rosario Dawson         | Claudia Gáldy      |
| Erica Long          | Gabrielle Union        | Katrin Zimmermann  |
| Charles             | Kevin Hart             | Tim Sander         |
| Vanessa             | Sherri Shepherd        | Peggy Sander       |
| Silk                | J. B. Smoove           | Olaf Reichmann     |
| Benny Barnes        | Romany Malco           | Felix Spieß        |
| Lisa                | Leslie Jones           | Almut Zydra        |
| Jerry Seinfeld      | Jerry Seinfeld         | Oliver Feld        |
| Whoopi Goldberg     | Whoopi Goldberg        | Regina Lemnitz     |
| Adam Sandler        | Adam Sandler           | Bernhard Völger    |
| Fred                | Tracy Morgan           | Dennis Schmidt-Foß |
| Brad                | Anders Holm            | Roman Wolko        |
| Ryan                | Matthew Wilkas         | Dirk Stollberg     |
| Jazzy Dee           | Cedric the Entertainer | Lutz Schnell       |
| Carl Allen          | Ben Vereen             | Jürgen Kluckert    |
| Chelseas Großmutter | Míriam Colón           | Monica Bielenstein |
| Chelseas Mutter     | Olga Merediz           | Iris Artajo        |
| Taraji P. Henson    | Taraji P. Henson       | Tanja Geke         |
| Gabourey Sidibe     | Gabourey Sidibe        | Anja Rybiczka      |
| Charlie Rose        | Charlie Rose           | Axel Lutter        |

## Rezeption

### Kritik
Die Bewertungsseite Rotten Tomatoes gibt dem Film eine Zustimmungsrate von 86 Prozent, basierend auf 173 Bewertungen, mit einer durchschnittlichen Bewertung von 7,2 / 10. Der kritische Konsens der Website lautet: „So klug, witzig und scharfsinnig wie Chris Rocks beste Stand-up-Arbeit als Autor und Regisseur ist Top Five ein Karriere-Highlight für seinen Schöpfer – und eines der herausragenden Comedy-Merkmale des Jahres 2014“.
Metacritic gibt dem Film eine Punktzahl von 81 von 100, basierend auf 37 Rezensionen, was auf „allgemeine Anerkennung“ hinweist.

### Nominierungen
Critics’ Choice Movie Awards 2015
- Nominierung als beste Komödie
- Nominierung als bester Hauptdarsteller in einer Komödie für Chris Rock
- Nominierung als beste Hauptdarstellerin in einer Komödie für Rosario Dawson

MTV Movie Awards 2015
- Nominierung für den besten WTF Moment für Rosario Dawson und Anders Holm
- Nominierung für die beste komödiantische Performance für Chris Rock